# Marc Scott
Marc Scott, né le 21 décembre 1993 à Northallerton (Yorkshire du Nord), est un athlète britannique spécialiste des courses de fond. 
Il se classe 6e du 10 000 m lors des championnats d'Europe espoirs 2015, est éliminé dès les séries du 5 000 m lors des championnats du monde 2017 et 2019, et se classe 5e des championnats d'Europe 2018.
Le 28 février 2020, à Boston, il établit un nouveau record d'Europe en salle du 5 000 mètres en 13 min 8 s 87, améliorant de près de 3/10e de seconde l'ancienne meilleure marque continentale établie par son compatriote Mohamed Farah en 2017.